# ایل تیموری
ایل تیموری از ایلات فارسی خراسان  هستند. این ایل بخشی از اتحادیهٔ چهار ایماق در هرات و افغانستان بود، تیموری‌های خراسان یا افغانستان که ابتدا ۲۰ هزار خانوار بودند، به پیروی از نام امیر تیمور، به تیموریان مشهور شدند.
کلنل ییت سر کنسول انگلیس در مشهد، دربارهٔ تیموریان چنین می‌نویسد:
امیر تیمور پس از تصرف شام در نخستین سالهای قرن نهم، طوایفی را که بعدها به نام او تیموری خوانده شدند، از شام به اطراف بلخ تبعید کرد و سپس زمانی که دخترش صالحه را به عقد، میر سید کلال نامی که در کنار رود سیحون زندگی می‌کرد درآورد آن‌ها را به عنوان جزئی از جهیزیه به دخترش به وی بخشید. می‌رسید کلال (که امروزه نوادگان وی غالباً با شهرت کلالی، صالحی (مشتق شده از کلالی) و درخشانی (مشتق شده از صالحی) در سنگان خواف و تعدادی از شهرهای خراسان ساکن هستند)، تبار عربی داشت و در امور مذهبی مراد و مرشد امیر تیمور بود، پس از آنکه سید درگذشت، این طایفه که ثروت او به‌شمار می‌رفت، میان پسران وی تقسیم گردید، یکی از پسران وی، سید میر شهید بود که چهار هزار خانوار سهم وی گردید و او آن‌ها را از بلخ به هرات منتقل نمود. شمار این عده ظاهراً در هرات رو به افزایش نهاد، به‌طوری‌که پس از محاصرهٔ هرات در سال ۱۸۳۳م. (۱۲۵۲ه‍.ق) به وسیلهٔ محمد شاه قاجار نزدیک به هشت هزار خانوار آن‌ها تحت سرپرستی قلیچ‌خان که از نوادگان میرشاه بود به خراسان منتقل گردیدند، قلیچ‌خان بعدها قدرت زیادی کسب کرد، و سرپرستی نواحی، جام و باخزر و خواف و زورآباد (جنت آباد) را با عنوان امیر عهده‌دار شد.
بعدها نیز یکصد و بیست خانوار از تیموری‌های افغانستان به ایران آمدند. جمعیت تیموری‌های ایران به شش هزار خانوار می‌رسد.
.

## طوایف ایل تیموری در خراسان
طوایف ایل تیموری در خراسان عبارتند از:
بروتی، کلالی، یعقوب خانی، بربر، کریم دادی، صالحی، بهادری ده خانه، شاهی خانه، حسن‌زاده چکودر، عرفانیان شبان شب زنده دار، سربوزی، فاضلی، شیخی، سالاری، سلجوقی، کلانتری، طلفی، کله کوتی، وافری، مادرویشی، ده برادر، قلعه گاهی، علی خواجه، میرزا دوستی،روتی که هم‌اکنون در شهرستان‌های مشهد، سرخس تربت جام، تایباد، جنت آباد، باخزر، خواف، سنگان خواف، کاشمر و تعدادی هم در تهران زندگی می‌کنند.

## جمعیت ایل تیموری خراسان
جمعیت این ایل، از قرن چهاردهم میلادی به بعد به شرح زیر برآورد شده‌است:
ابوالقاسم طاهری در آغاز سده ۱۴ حدود سال ۶۸۰ ش، ۱۰۰۰ خانوار.
دائرةالمعارف بریتانیا، بیش از سال ۱۸۹۲، م برابر با ۱۲۷۱ ش، ۲۵۰ هزار خانوار.
احمد احتسابیان در سال ۱۳۱۵ ش، ۳ هزار خانوار.
هنری فیلد در سال ۱۳۲۷ش، ۶ هزار خانوار.
جمعیت تیموری سنگان خواف پانصد نفر است و جمعیت دوازده هزار نفری خواف را طوایف تاجیک، تیموری و خلج تشکیل می‌دهند.

## از امرا و رجال ایل تیموری
- امیر قلیچ‌خان تیموری، حاکم باخزر و جام و زورآباد. (جنت‌آباد)
- امیر علی مردان خان، نصرت‌الملک میر پنج رئیس ایل تیموری حاکم جام و باخزر و خواف
- میر عطا الله خان تیموری
- خداداد خان تیموری برادر نصرت‌الملک
- شجاع‌الملک تیموری
- عباس. خان سالار اشجع تیموری کلالی
- محمد ابراهیم امیر تیمور کلالی